# 王嵎
王嵎（—1182年）字季夷，號貴英，北海（今山东潍坊）人。紹興至淳化年間的詞人，當時他居住在吴兴。他與陸遊有交情。作品有《北海集》二卷，沒有流傳下來。他流傳至今的作品有《祝英台近》和《夜行船》兩首詞。